# Photooxidation
Photooxidationen sind Oxidationsreaktionen, die durch Licht ausgelöst werden. Die Reaktionsgeschwindigkeit der Oxidation hängt dabei neben anderen Parametern entscheidend von der Lichtabsorption der oxidierten Spezies ab.

## Mechanismus
Ein Photon regt ein Elektron eines Moleküls an, so dass dieses auf ein höheres Energie-Niveau gehoben wird. In diesem angeregten Zustand besteht in der Regel eine geringe Wahrscheinlichkeit, dass ein Spinflip des Elektrons stattfindet, also das angeregte Molekül in den Triplettzustand geht.
Ist nun Sauerstoff in unmittelbarer Nähe (Überlappung der Molekülorbitale) zum Molekül vorhanden, kann die Energie übertragen werden, d. h. das Molekül geht in den Grundzustand über und der Sauerstoff in den angeregten Zustand. Es entsteht hochreaktiver Singulett-Sauerstoff, der eine Oxidationsreaktion mit dem Molekül eingehen kann. Da Sauerstoff einen Triplett-Grundzustand hat (was extrem selten ist), funktioniert der Energieübertrag nur aus dem Triplett-Zustand des Moleküls mittels Dexter-Energietransfer, da nur so die Spinerhaltung gegeben ist. 
Die UV-Oxidation ist eine Form der Photooxidation mit UV-Licht.